# باب مولاي إسماعيل
باب مولاي إسماعيل هو أحد أبواب مدينة مكناس العتيقة. يعود تاريخ بنائه إلى القرن السابع عشر وسمي على اسم السلطان مولاي إسماعيل.

## روابط خارجية
- صورة باب مولاي إسماعيل